# لوکاش کونچنی
لوکاش کونچنی (چکی: Lukáš Konečný؛ زادهٔ ۱۹ ژوئیهٔ ۱۹۷۸) بوکسور اهل جمهوری چک بود.